# Celestial
Celestial és el tercer àlbum del grup mexicà RBD. El van treure a Mèxic a la tardor del 2006, i poc després al Brasil, Estats Units, Veneçuela, Espanya, etc. Com tots els seus treballs, aquest també va ser un gran èxit. El seu primer single, Ser o Parecer, encara sona a les emissores de ràdio.

## Cançons deCelestial
- Talvez Después
- Ser o Parecer
- Dame
- Celestial
- Quiza
- Besame sin Miedo
- Tu Dulce Voz
- Algu Dia
- Me Cansé
- Aburrida y Sola
- Es por amor
- Quisiera Ser
- Rebels (part de 4 cançons del disc en anglès Rebels)